# 取虑县
取虑县，古地名，在今中华人民共和国江苏省睢宁县西南。睢宁建县于1218年（金宣宗完颜珣兴定二年四月），由取虑县和睢陵县两个县合并而成。

## 相关来源
1. ↑  汉书·地理志上。臨淮郡，戶二十六萬八千二百八十三，口百二十三萬七千七百六十四。縣二十九：徐，取慮，淮浦，盱眙，厹猶，僮，射陽，開陽，贅其，高山，睢陵，鹽瀆，淮陰，淮陵，下相，富陵，